# 비공식 군가
비공식 군가(非公式軍歌)는 각국 군의 공식군가로 채용되어 있지 않은 군가를 말한다. 군가의 성격에 따라 공식적인 자리에서의 부르기가 금지되어 있는 것도 있다.

## 나라별 비공식 군가

### 아시아

#### 대한민국
대한민국의 비공식 군가는 장병가요, 진중가요로 분류되는 종류의 비공식 군가가 있으며, 사가, 싸가로 부르기도 하는 비공식 군가도 있다. 주로 대중가요의 가사를 개사한 비공식 군가가 가 있으며, 일본군 군인 사이에서 부른 소패의 가사를 개사한 군가도 있다.
- 고향의 향수: 송창식의 노래 "병사의 향수"의 개사곡이다.
- 전우야 잘자라: 진중가요로 분류되는 군가이다.
- 김일병송: 일본의 비공식 군가 "군대소패"의 개사곡이다.
- 후보생의 고독가: 학군사관 생도의 비공식 군가로, "그 겨울의 찻집"의 개사곡이다.
- 대한민국 해병대의 비공식 군가
  - 곤조가: 공식 군가인 부라보 해병과 신카나리아 나는 열 일곱살이예요를 합성, 개사한 비공식 군가로, 대한민국 해병대의 비공식 군가 중에서 인지도가 가장 높다.
  - 굳세어라 해병대: 굳세어라 금순아를 개사한 비공식 군가이다.
  - 말뚝가: 일본의 비공식 군가 라바울 소패를 개사한 비공식 군가이다.
  - 묵사발가: Bobb Goldsteinn이 작곡한 Washington Square에 가사를 붙인 비공식 군가이다. "해병대가 가는 곳에 승리가 기다린다"는 내용의 가사가 있다.
  - 백령도가
  - 백령엘레지
  - 빠따가: 최희준의 맨발의 청춘을 개사한 비공식 군가이다.
  - 시궁창가: "죽음이 다가와도 나는 좋으며, 의리 속에 해병은 살아간다"는 내용의 가사가 있는 비공식 군가이다.
  - 세무워커가: Sue Thompson의 Sad Movies를 개사한 비공식 군가이다.
  - 연평도가: 은방울 자매의 마포종점을 개사한 비공식 군가이다.
  - 연평 블루스
  - 팔각모 추억: 양희은의 늙은 군인의 노래를 개사한 비공식 군가이다.
  - 해병대 청춘: 오기택의 아빠의 청춘을 개사한 비공식 군가이다.

#### 일본
일본의 비공식 군가는 헤이타이송(일본어: 兵隊ソング) 등으로 부르며 제목이 소패(일본어: 小唄 코우타[*]) 등으로 끝나는 군가를 포함하여 아래의 것이 있다.
- 군대소패
- 해군소패
- 라바울 소패(ラバウル小唄)
- 동기의 벚꽃(同期の桜)

### 유럽
- Ain't the Airforce Fucking Awful: 미국의 노래 공화국 전투찬가를 개사한 영국 왕립공군의 비공식 군가이다.

## 같이 보기
- 군가
- 군악